# Голландсхе-Радінг
Голландсхе-Радінг (нід. Hollandsche Rading) — село в нідерландській провінції Утрехт. Входить до муніципалітету Де-Білт.
Його площа становить 8,33 км², а населення станом на 2021 рік складало 1 575 осіб.
Перша згадка про населений пункт датується 1696 роком.

## Галерея

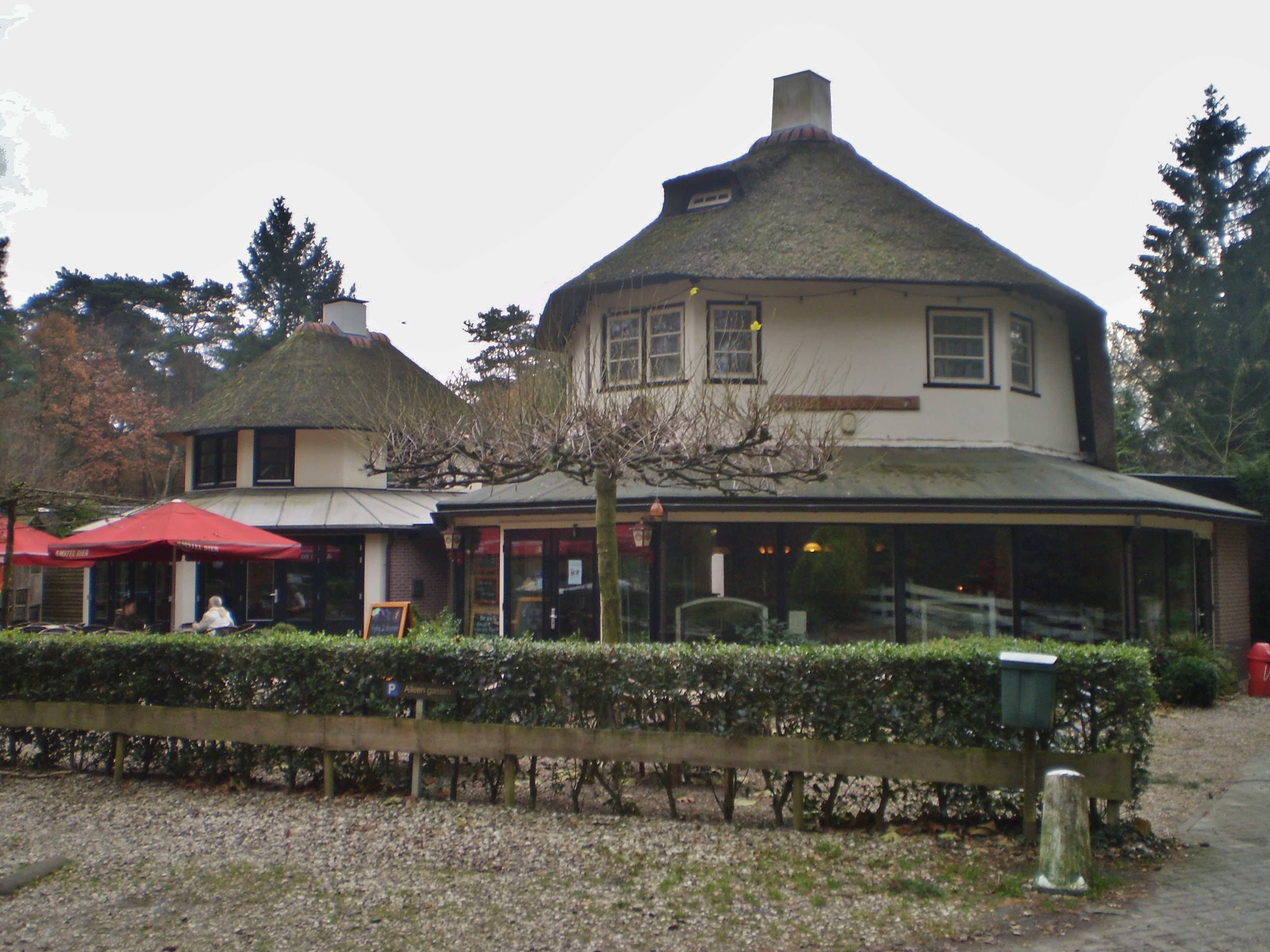
Ресторан у Голландсхе-Радінзі
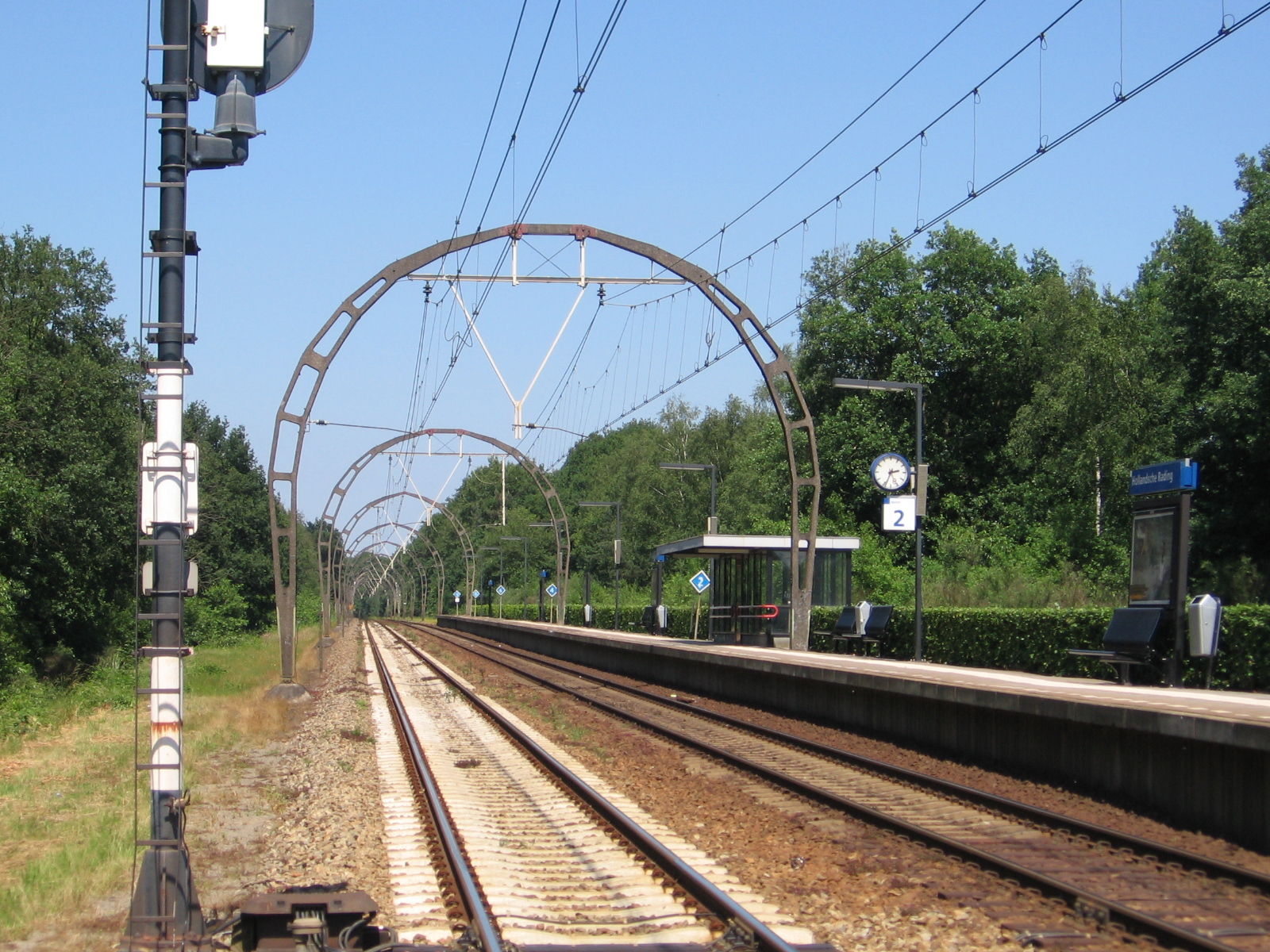
Залізнична станція
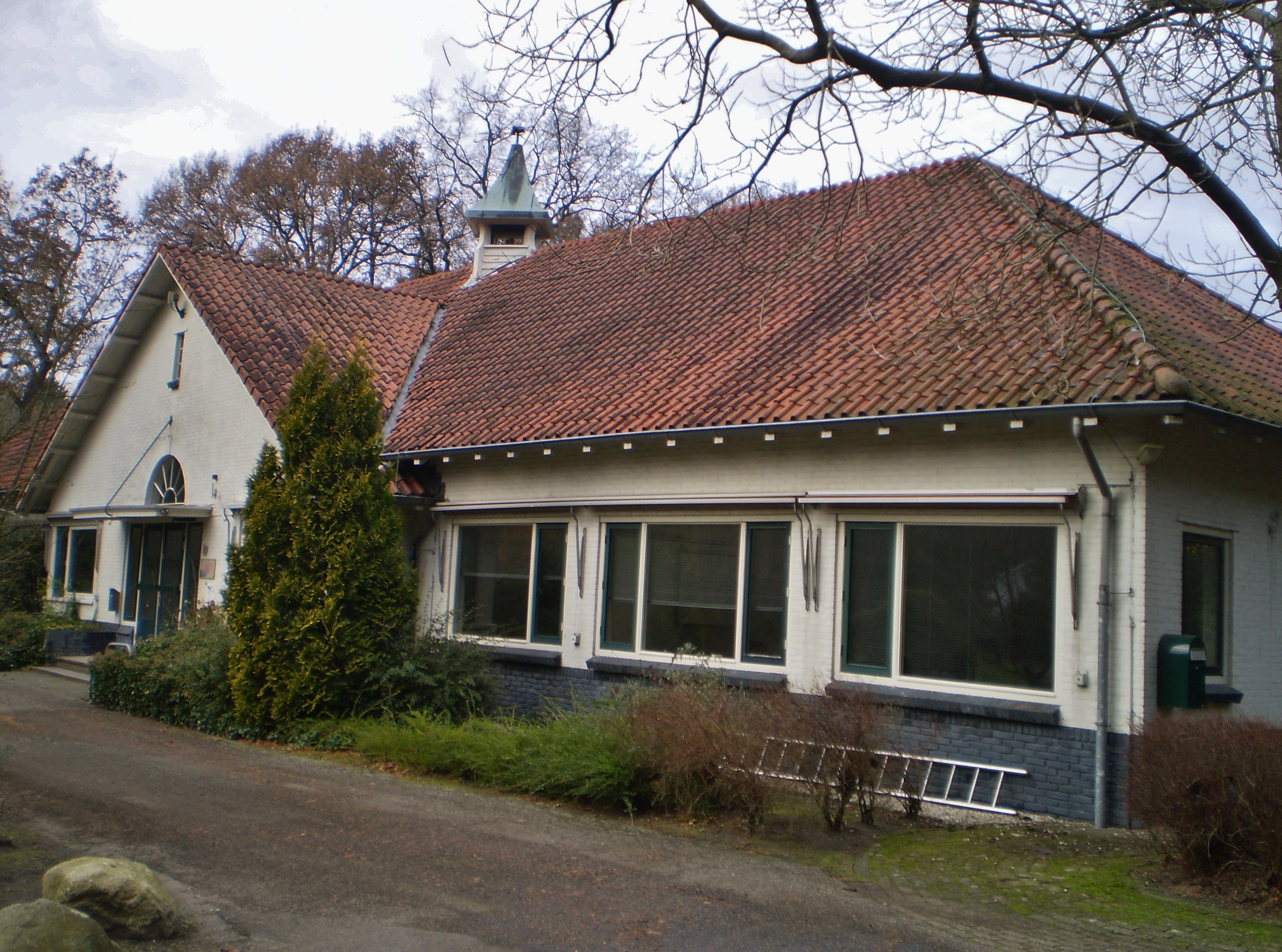
Будинок у селі
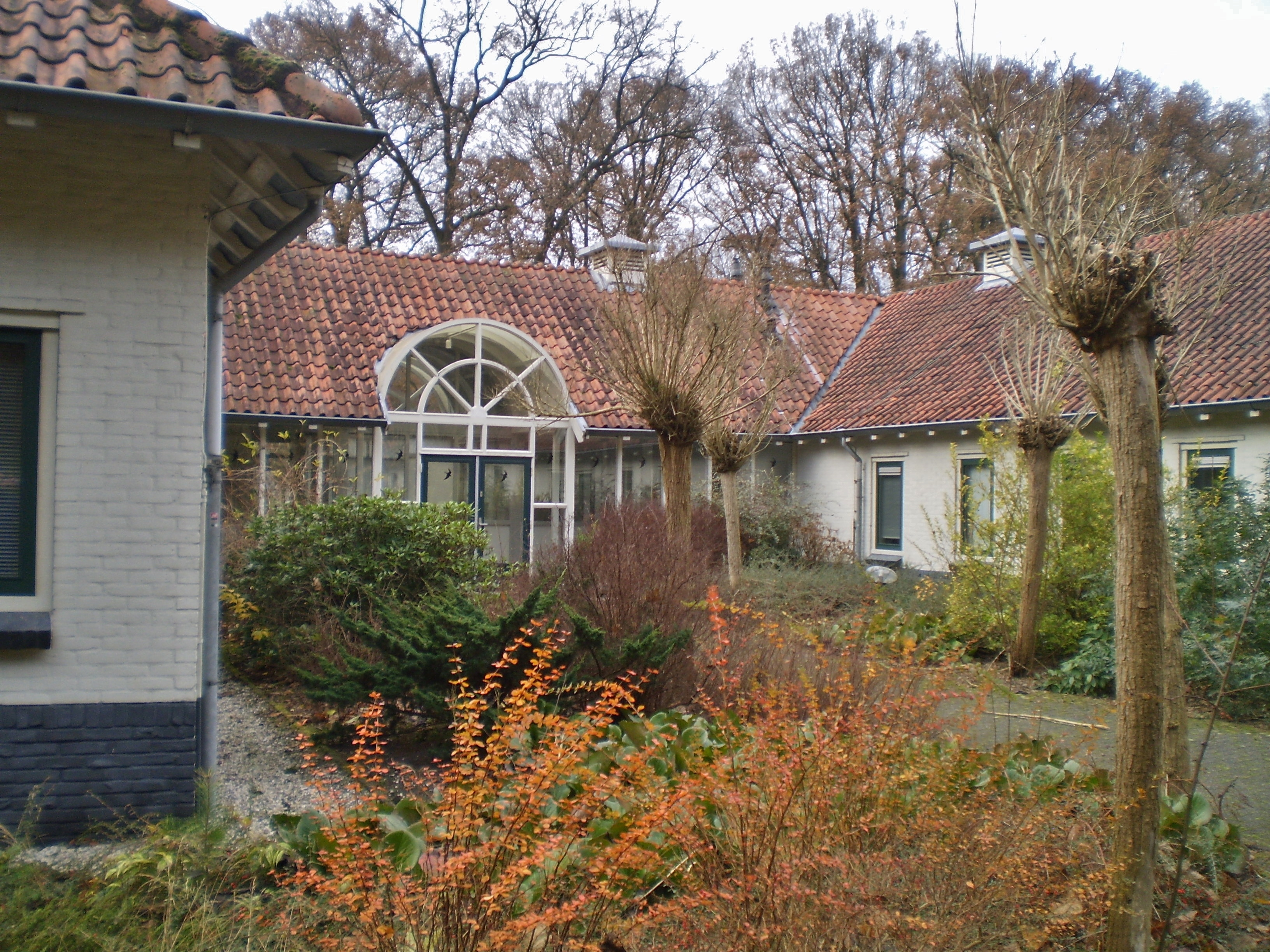
Будинок у селі